# 奧西馬基 (梅納區)
51°27′14″N 32°4′54″E / 51.45389°N 32.08167°E
奧西馬基（烏克蘭語：Осьмаки）是位於烏克蘭北部切爾尼戈夫州裏科留基夫卡區的村莊，始建於1680年，面積2.15平方公里，海拔高度113米，2001年人口625，人口密度每平方公里290.7人。